# Sarganserland
De kieskring Sarganserland is een bestuurlijke onderverdeling in het Zwitserse kanton Sankt Gallen, die ontstond na de kantonherindeling van 10 juni 2001.
Voor het district voor de kantonherinrichting, zie Sargans (voormalig district).
| Wapen         | Gemeentenaam  | Inwoners (31/12/2005) | Oppervlakte (km²) |
| ------------- | ------------- | --------------------- | ----------------- |
| Bad Ragaz     | Bad Ragaz     | 5085                  | 25,37             |
| Flums         | Flums         | 4880                  | 75,03             |
| Mels          | Mels          | 7918                  | 139,16            |
| Pfäfers       | Pfäfers       | 1625                  | 128,53            |
| Quarten       | Quarten       | 2728                  | 61,90             |
| Sargans       | Sargans       | 5047                  | 9,48              |
| Vilters-Wangs | Vilters-Wangs | 4053                  | 32,70             |
| Walenstadt    | Walenstadt    | 4765                  | 45,75             |
|               | Totaal (9)    | 36.101                | 517,92            |